# Equação diferencial de d'Alembert
A equação diferencial de d'Alembert é uma  equação diferencial ordinária não linear de primeira ordem, da forma: 
{\displaystyle y(x)=xg(y'(x))+f(y'(x)).}
Ela recebe o nome de Jean Baptiste le Rond d'Alembert. Pela derivação em ordem a x temos:
{\displaystyle y'=g(y')+(xg'(y')+f'(y'))y''}.
Substituímos y' pela nova variável z e dividimos por z':
{\displaystyle {\frac {(z-g(z))}{z'}}-xg'(z)=f'(z)}.
Agora consideramos x como uma função de z e obtemos uma equação diferencial para x(z):
{\displaystyle (z-g(z))x'(z)-xg'(z)=f'(z)}
A equação de Clairaut é um caso especial desta equação diferencial.